# Procuratore distrettuale

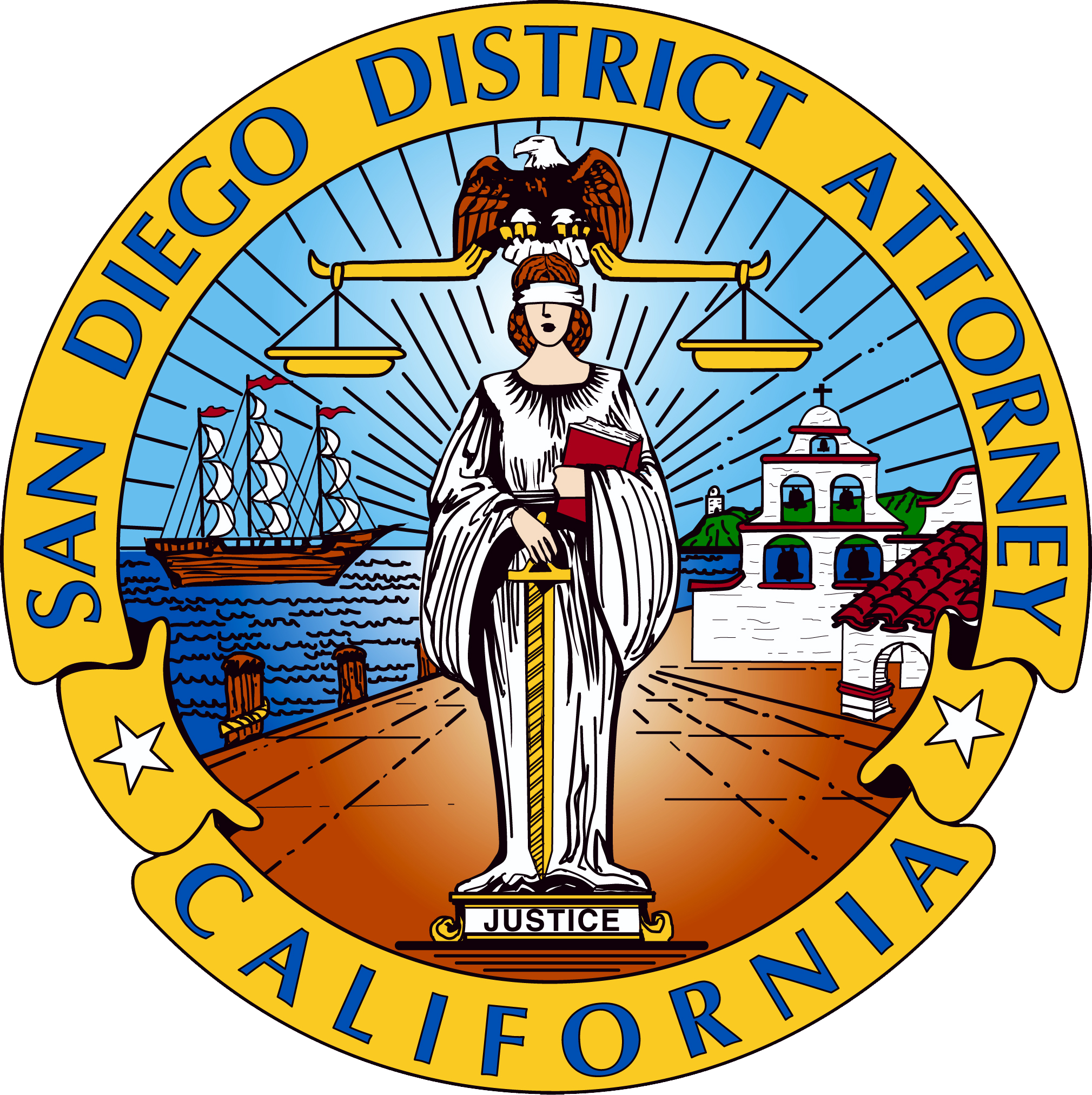
Sigillo del Procuratore distrettuale della California

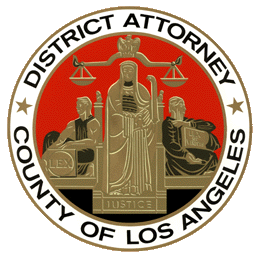
Sigillo del Procuratore distrettuale della Contea di Los Angeles

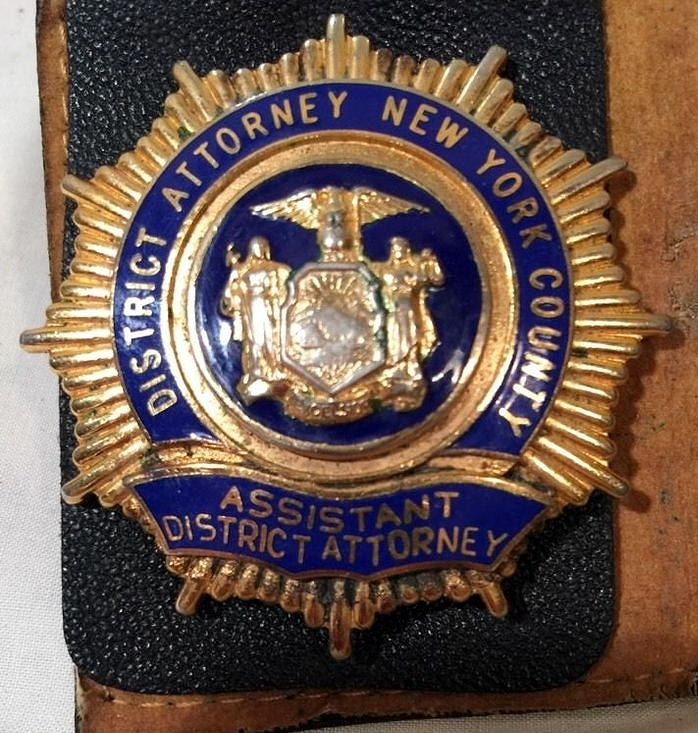
Sigillo dell'Assistente Procuratore distrettuale di New York

Un procuratore distrettuale (noto in lingua inglese come district attorney) è, in alcune giurisdizioni degli Stati Uniti d'America, il titolo del pubblico ufficiale che rappresenta il governo nei processi contro gli imputati, responsabile della legge federale a livello locale. È la posizione più alta dell'ufficio legale e supervisiona una squadra di assistenti procuratori. In altre parole, è il procuratore capo e/o ufficiale delle forze dell'ordine che rappresenta uno Stato degli Stati Uniti d'America in un'area del governo locale, tipicamente una contea o un gruppo di contee. Il nome esatto e l'ambito dell'ufficio variano a seconda dello Stato. Titoli alternativi per l'ufficio includono procuratore della contea, avvocato o procuratore della contea.
Tale figura è nominata, a valle di elezioni popolari, dal Presidente degli Stati Uniti d'America con l'approvazione del Senato per un periodo di quattro anni. Al decorso dei quali dovrà, nuovamente, ripresentarsi alle urne per una eventuale, ulteriore, approvazione popolare.
In alcuni stati esistono funzionari analoghi con denominazioni diverse: commonwealth's attorney, state's attorney (in Kentucky e Virginia), county attorney (in Connecticut, Florida, Illinois, Maryland, Dakota del Nord, Dakota del Sud e Vermont).

## Ruolo e funzioni
I procuratori distrettuali e gli analoghi funzionari possono essere organi dello Stato, sotto la vigilanza del suo attorney general, o di altri enti territoriali, quali la contea o la città (city). In molti Stati federati degli Stati Uniti d'America sono eletti dai cittadini, in altri sono invece nominati dal governatore dello Stato o dall'organo di governo dell'ente di appartenenza. Detti funzionari svolgono nell'ambito della circoscrizione di competenza (contea, judicial district, judicial circuit ecc.) funzioni di pubblico ministero nei processi penali (prosecutor), direttamente o per mezzo di funzionari dipendenti, da loro nominati, ai quali è attribuito lo stesso titolo preceduto da deputy o assistant (ad esempio: assistant district attorney, abbreviato in ADA). Possono avere anche altre funzioni, come la consulenza legale ai locali corpi di polizia.
In alcuni stati le funzioni di pubblico ministero sono ripartite tra un funzionario locale dello Stato (state's attorney, commonwealth's attorney, district attorney ecc.) e un funzionario della contea (county attorney) o città (city attorney) secondo vari criteri, basati, ad esempio, sulla gravità del reato o sull'ente che ha emanato la norma violata. Oltre alle eventuali competenze penali, il county o city attorney ha di solito altre funzioni, quali la consulenza giuridica agli organi del proprio ente o la sua difesa nei processi civili. I procuratori distrettuali e gli analoghi funzionari di cui si è detto non vanno confusi con lo United States attorney (detto anche United States district attorney), funzionario federale dipendente dal Dipartimento di Giustizia e nominato dal Presidente, che svolge in un distretto le funzioni di pubblico ministero per i reati di competenza federale.